# Freer (Texas)
Freer es una ciudad ubicada en el condado de Duval en el estado estadounidense de Texas. En el Censo de 2010 tenía una población de 2.818 habitantes y una densidad poblacional de 267,92 personas por km².

## Geografía
Freer se encuentra ubicada en las coordenadas 27°52′54″N 98°37′7″O / 27.88167, -98.61861. Según la Oficina del Censo de los Estados Unidos, Freer tiene una superficie total de 10.52 km², de la cual 10.49 km² corresponden a tierra firme y (0.3%) 0.03 km² es agua.

## Demografía
Según el censo de 2010, había 2.818 personas residiendo en Freer. La densidad de población era de 267,92 hab./km². De los 2.818 habitantes, Freer estaba compuesto por el 88.4% blancos, el 0.46% eran afroamericanos, el 0.5% eran amerindios, el 0.46% eran asiáticos, el 0% eran isleños del Pacífico, el 8.45% eran de otras razas y el 1.74% pertenecían a dos o más razas. Del total de la población el 82.04% eran hispanos o latinos de cualquier raza.